# Apatura doii
Apatura doii är en fjärilsart som beskrevs av Matsumura 1928. Apatura doii ingår i släktet Apatura och familjen praktfjärilar. Inga underarter finns listade i Catalogue of Life.